# Artsiom Parakhouski
Artsiom Nikolaevich Parakhouski (em bielorrusso:  Арцём Мікалаевіч Парахоўскі)(Minsk, 6 de outubro de 1987) é um basquetebolista profissional bielorrusso que atualmente está sem clube. Jogou na NCAA por Radford entre 2008-2013 com médias de 18,7 pontos, 12,2 rebotes e 1,1 assistências por partida.

## Estatísticas

### EuroLiga
| Ano      | Equipe           | PJ | PT  | AP   | 3P | LL   | RT  | AS | BR | TO |
| -------- | ---------------- | -- | --- | ---- | -- | ---- | --- | -- | -- | -- |
| 2014-15  | Nizhny Novgorod  | 23 | 298 | 62.1 | 0  | 68.9 | 153 | 18 | 15 | 45 |
| 2016-17  | UNICS Cazã       | 29 | 327 | 62   | 0  | 78.7 | 149 | 11 | 10 | 37 |
| 2017-18  | Maccabi Tel Aviv | 2  | 13  | 66.7 | 0  | 50   | 8   | 0  | 1  | 5  |
| Carreira |                  | 54 | 638 | 62.2 | 0  | 73.1 | 310 | 29 | 26 | 87 |

### EuroCopa
| Ano      | Equipe           | PJ | PT  | AP   | 3P | LL   | RT  | AS | BR | TO |
| -------- | ---------------- | -- | --- | ---- | -- | ---- | --- | -- | -- | -- |
| 2010-11  | VEF Riga         | 6  | 48  | 67.7 | 0  | 60   | 32  | 1  | 2  | 5  |
| 2013-14  | Hapoel Jerusalém | 19 | 243 | 55.4 | 0  | 57.4 | 122 | 12 | 10 | 33 |
| 2015-16  | UNICS Cazã       | 18 | 145 | 58.2 | 0  | 67.4 | 101 | 6  | 1  | 21 |
| Carreira |                  | 43 | 436 | 57.5 | 0  | 67.4 | 255 | 19 | 13 | 59 |